# 東恩納裕一
東恩納 裕一（ひがしおんな ゆういち、1951年 - ）は日本のアーティスト。東京生まれ。
1978年に多摩美術大学を卒業。美大を卒業してしばらくはコマーシャルの世界に身を置いた。20代、30代の頃は、自分がアーティストになれるとは考えていなかった。初めて作品を発表した（初個展）のは1987年。
コム・デ・ギャルソン、メゾンエルメスなど、店舗のアートワークも手がけている。
長年、東京都大田区にスタジオを構え、制作活動を行っている。

## 主な展覧会

### 個展
- 「Hina-gata」Nadiff／東京（2000年）
- 「Light Bright Picnic」世田谷美術館廊下／東京（2003年）
- 「シャンデリア!」山本現代／東京（2005年）
- マリアン・ボエスキーギャラリー プロジェクトスペース／アメリカ・ニューヨーク（2008年）
- 「refract!」カーム＆パンクギャラリー／東京（2008年）

### グループ展
- 『オプ・トランス！』展　KPOキリンプラザ大阪（2001年）
- 「Officina Asia」ボローニャ近代美術館／イタリア・ボローニャ（2004年）
- 「愉しき家」愛知県美術館／愛知（2006年）
- 「六本木クロッシング2007 未来への脈動」森美術館／東京（2007年）
- 「THIS PLAY!」21_21 DESIGN SIGHT／東京（2007年）
- 「THE MASKED PORTRAIT」マリアン・ボエスキーギャラリー／アメリカ・ニューヨーク（2008年）
- 「fluorescent」Marianne Boesky Gallery／アメリカ・ニューヨーク（2011年）
- 第54回ヴェネチア・ビエンナーレ「Glasstress 2011」／イタリア（2011年）
- Yumiko Chiba Associates viewing room shinjuku／東京（2011年）
- 「2010年 The New Décor」Hayward Gallery／イギリス・ロンドン（2011年）
- 「六甲ミーツ・アート 芸術散歩2012」六甲ガーデンテラス ほか
- 「アートがあれば II - 9人のコレクターによる個人コレクションの場合」オペラシティ アートギャラリー／東京（2013年）
- 六本木アートナイト2015

## 作品集
- 『GAS BOOK 25 YUICHI HIGASHIONNA』ガスアズインターフェイス株式会社、2008年
- 『Yuichi Higashionna Flowers』トゥルーリング株式会社、2009年（テキスト：中山真理）
- 『GAS BOOK 26 FL』ガスアズインターフェイス株式会社、2012年

## その他

### 装丁
- ウォルター・デ・ラ・メア『死者の誘い』（1984年、創元推理文庫）
- ジョルジュ・シムノン『妻は二度死ぬ』（1985年、晶文社）
- パット・マガー『四人の女』（1985年、創元推理文庫）
- パット・マガー『七人のおば』（1986年、創元推理文庫）
- パット・マガー『目撃者を捜せ！』（1988年、創元推理文庫）
- パット・マガー『被害者を捜せ！』（1988年、創元推理文庫）
- パット・マガー『探偵を捜せ！』（1990年、創元推理文庫）
- 佐藤ジン『Action Portrait GIG Tokyo Rockers 1978~1986』（1986年、Music Visions） - 写真集

### カバー作品
- 山田宗樹『人類滅亡小説』（2018年、幻冬舎）